# Kaarttilompolo
Kaarttilompolo eller Keärduluobbal är en sjö i Finland. Den ligger i kommunen Enare i landskapet Lappland, i den norra delen av landet, 1 000 km norr om huvudstaden Helsingfors. Kaarttilompolo ligger 191 meter över havet. Omgivningarna runt Kaarttilompolo är i huvudsak ett öppet busklandskap. Arean är 58,7 hektar och strandlinjen är 5,95 kilometer lång. Sjön  ingår i Neidenälvens huvudavrinningsområde. 